# روبيرتو ميري
روبيرتو ميري (بالإيطالية: Roberto Mirri)‏ (21 أغسطس 1978 بإيمولا في إيطاليا - ) هو لاعب كرة قدم إيطالي في مركزي قلب الدفاع والدفاع. شارك مع منتخب إيطاليا تحت 21 سنة لكرة القدم. أما مع النوادي، فقد لعب مع فيورنتينا ونادي إمبولي ونادي فينيزيا ونادي كاتانيا ونادي مونز وFC Matera ‏ ونادي سودتيرول.